# انتونیو هیدالگو (به جلو، زاده ۱۹۴۳)
انتونیو هیدالگو (انگلیسی: Antonio Hidalgo؛ زادهٔ ۱۶ فوریهٔ ۱۹۴۳) بازیکن فوتبال اهل اسپانیا است.
از باشگاه‌هایی که در آن بازی کرده‌است می‌توان به باشگاه فوتبال گرانادا، باشگاه فوتبال ویارئال، و باشگاه فوتبال رئال ساراگوسا اشاره کرد.